# Lijst van landen in 1936
Hieronder volgt een lijst van landen van de wereld in 1936.

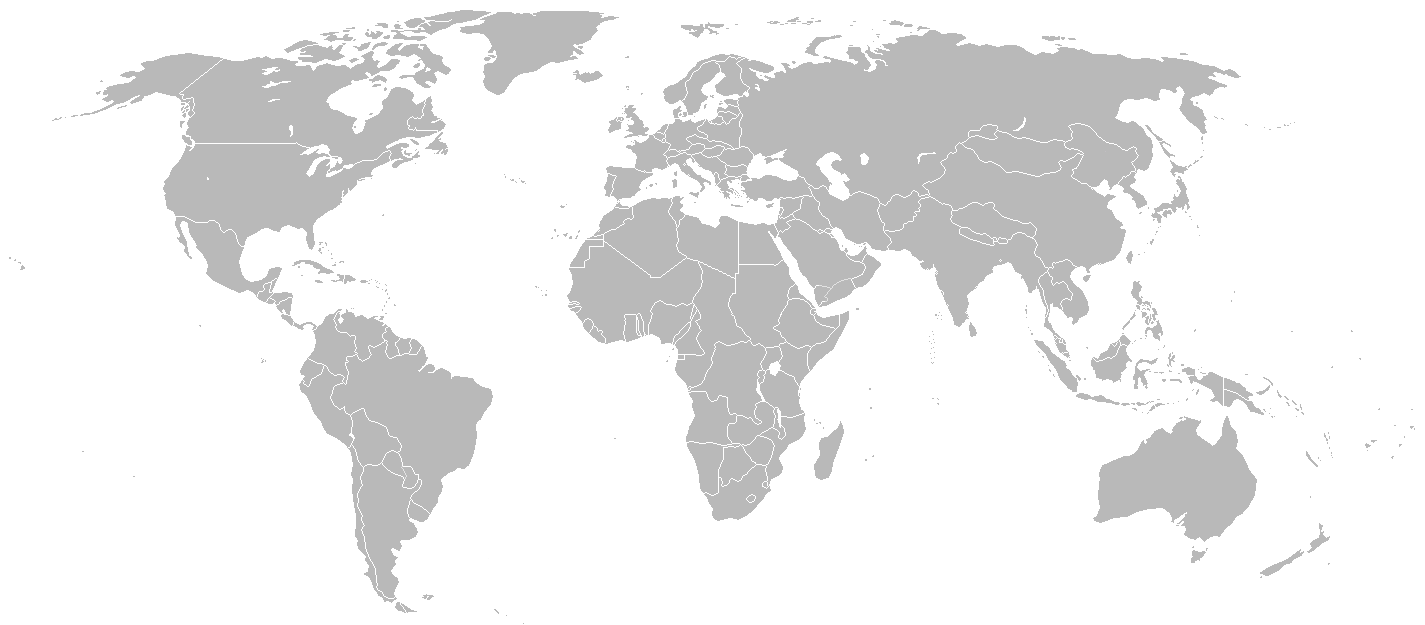
Staatkundige kaart van 1936 voor de oprichting van Mengjiang

## Uitleg
- Op 1 januari 1936 waren er 70 onafhankelijke staten die door een ruime meerderheid van de overige staten erkend werden (inclusief Andorra[1], exclusief Nieuw-Zeeland[2] en Australië en exclusief vazalstaten). In 1936 verdween Ethiopië als onafhankelijke staat.
- De in grote mate onafhankelijke Britse dominions zijn weergegeven onder het kopje dominions van het Britse Rijk.
- Alle de facto onafhankelijke staten zonder ruime internationale erkenning zijn weergegeven onder het kopje niet algemeen erkende landen.
- Afhankelijke gebieden en gebieden die vaak als afhankelijk gebied werden beschouwd, zijn weergegeven onder het kopje niet-onafhankelijke gebieden.
- Autonome gebieden, bezette gebieden en micronaties zijn niet op deze pagina weergegeven.

## Staatkundige veranderingen in 1936
- 1 april: Italiaanse inname van het Sultanaat Aussa.
- 9 mei: Ethiopië wordt door Italië geannexeerd.
- 12 mei: stichting van de Japanse vazalstaat Mengjiang.
- 1 juni: de Italiaanse koloniën Ethiopië, Eritrea en Italiaans-Somaliland worden samengevoegd in de kolonie Italiaans-Oost-Afrika.
- 22 juni: de status van de Amerikaanse Maagdeneilanden verandert van een unorganized territory in een organized territory.
- 23 juli: vanaf deze dag wordt Spanje betwist tussen de Tweede Spaanse Republiek en de Spaanse Staat.
- 14 november: de Suezkanaalzone wordt een Britse kolonie (voorheen deel van Egypte).
- 2 december: de Druzenstaat wordt bij de Syrische Republiek gevoegd.
- 5 december: het Gouvernement Latakia wordt bij Syrië gevoegd.
- Curaçao en Onderhorigheden krijgt de naam Gebiedsdeel Curaçao.

## Algemeen erkende landen

### A
| Korte landsnaam (Nederlands) | Officiële landsnaam (Nederlands) | Korte landsnaam (oorspronkelijke taal/talen) |
| ---------------------------- | -------------------------------- | -------------------------------------------- |
| Afghanistan                  | Koninkrijk Afghanistan           | Dari en Pasjtoe: Afghānestān / افغانستان     |
| Albanië                      | Koninkrijk Albanië               | Albanees: Shqipëria                          |
| Andorra                      | Vorstendom Andorra               | Catalaans: Andorra                           |
| Argentinië                   | Argentijnse Republiek            | Spaans: Argentina                            |

### B
| Korte landsnaam (Nederlands) | Officiële landsnaam (Nederlands)               | Korte landsnaam (oorspronkelijke taal/talen) |
| ---------------------------- | ---------------------------------------------- | -------------------------------------------- |
| België                       | Koninkrijk België                              | Frans: Belgique Nederlands: België           |
| Bolivia                      | Republiek Bolivia                              | Spaans: Bolivia                              |
| Brazilië                     | Republiek van de Verenigde Staten van Brazilië | Portugees: Brasil                            |
| Bulgarije                    | Koninkrijk Bulgarije                           | Bulgaars: Bălgarija / България               |

### C
| Korte landsnaam (Nederlands) | Officiële landsnaam (Nederlands) | Korte landsnaam (oorspronkelijke taal/talen) |
| ---------------------------- | -------------------------------- | -------------------------------------------- |
| Canada                       | Dominion Canada                  | Engels en Frans: Canada                      |
| Chili                        | Republiek Chili                  | Spaans: Chile                                |
| China                        | Republiek China                  | Mandarijn: Zhongguo / 中國                   |
| Colombia                     | Republiek Colombia               | Spaans: Colombia                             |
| Costa Rica                   | Republiek Costa Rica             | Spaans: Costa Rica                           |
| Cuba                         | Republiek Cuba                   | Spaans: Cuba                                 |

### D
| Korte landsnaam (Nederlands) | Officiële landsnaam (Nederlands) | Korte landsnaam (oorspronkelijke taal/talen) |
| ---------------------------- | -------------------------------- | -------------------------------------------- |
| Denemarken                   | Koninkrijk Denemarken            | Deens: Danmark                               |
| Dominicaanse Republiek       | Dominicaanse Republiek           | Spaans: Republica Dominicana                 |
| Duitsland                    | Duitse Rijk                      | Duits: Deutschland                           |

### E
| Korte landsnaam (Nederlands) | Officiële landsnaam (Nederlands) | Korte landsnaam (oorspronkelijke taal/talen) |
| ---------------------------- | -------------------------------- | -------------------------------------------- |
| Ecuador                      | Republiek Ecuador                | Spaans: Ecuador                              |
| El Salvador                  | Republiek El Salvador            | Spaans: El Salvador                          |
| Estland                      | Republiek Estland                | Estlands: Eesti                              |
| Ethiopië (tot 9 mei)         | Keizerrijk Ethiopië              | Amhaars: Ītyop'iya / ኢትዮጵያ                   |

### F
| Korte landsnaam (Nederlands) | Officiële landsnaam (Nederlands) | Korte landsnaam (oorspronkelijke taal/talen) |
| ---------------------------- | -------------------------------- | -------------------------------------------- |
| Finland                      | Republiek Finland                | Fins: Suomi Zweeds: Finland                  |
| Frankrijk                    | Franse Republiek                 | Frans: France                                |

### G
| Korte landsnaam (Nederlands) | Officiële landsnaam (Nederlands) | Korte landsnaam (oorspronkelijke taal/talen) |
| ---------------------------- | -------------------------------- | -------------------------------------------- |
| Griekenland                  | Koninkrijk Griekenland           | Grieks: Hellas / 'Ελλας                      |
| Guatemala                    | Republiek Guatemala              | Spaans: Guatemala                            |

### H
| Korte landsnaam (Nederlands) | Officiële landsnaam (Nederlands) | Korte landsnaam (oorspronkelijke taal/talen) |
| ---------------------------- | -------------------------------- | -------------------------------------------- |
| Haïti                        | Republiek Haïti                  | Frans: Haïti                                 |
| Honduras                     | Republiek Honduras               | Spaans: Honduras                             |
| Hongarije                    | Koninkrijk Hongarije             | Hongaars: Magyarország                       |

### I
| Korte landsnaam (Nederlands) | Officiële landsnaam (Nederlands) | Korte landsnaam (oorspronkelijke taal/talen) |
| ---------------------------- | -------------------------------- | -------------------------------------------- |
| Ierland                      | Ierse Vrijstaat                  | Engels: Ireland Iers: Éire                   |
| IJsland                      | Koninkrijk IJsland               | IJslands: Ísland                             |
| Irak                         | Koninkrijk Irak                  | Arabisch: al-`Irāq / العراق                  |
| Iran                         | Keizerrijk Iran                  | Perzisch: Īrān / ایران                       |
| Italië                       | Koninkrijk Italië                | Italiaans: Italia                            |

### J
| Korte landsnaam (Nederlands) | Officiële landsnaam (Nederlands)  | Korte landsnaam (oorspronkelijke taal/talen)                     |
| ---------------------------- | --------------------------------- | ---------------------------------------------------------------- |
| Japans Keizerrijk            | Groot Keizerrijk Japan            | Japans: Nihon / 日本                                             |
| Jemen                        | Mutawakkilitisch Koninkrijk Jemen | Arabisch: al-Yaman / اليمن                                       |
| Joegoslavië                  | Koninkrijk Joegoslavië            | Servo-Kroatisch: Jugoslavija / Југославија Sloveens: Jugoslavija |

### L
| Korte landsnaam (Nederlands) | Officiële landsnaam (Nederlands) | Korte landsnaam (oorspronkelijke taal/talen) |
| ---------------------------- | -------------------------------- | -------------------------------------------- |
| Letland                      | Republiek Letland                | Lets: Latvija                                |
| Liberia                      | Republiek Liberia                | Engels: Liberia                              |
| Liechtenstein                | Vorstendom Liechtenstein         | Duits: Liechtenstein                         |
| Litouwen                     | Republiek Litouwen               | Litouws: Lietuva                             |
| Luxemburg                    | Groothertogdom Luxemburg         | Duits: Luxemburg Frans: Luxembourg           |

### M
| Korte landsnaam (Nederlands) | Officiële landsnaam (Nederlands) | Korte landsnaam (oorspronkelijke taal/talen) |
| ---------------------------- | -------------------------------- | -------------------------------------------- |
| Mexico                       | Verenigde Mexicaanse Staten      | Spaans: México                               |
| Monaco                       | Vorstendom Monaco                | Frans: Monaco                                |

### N
| Korte landsnaam (Nederlands) | Officiële landsnaam (Nederlands) | Korte landsnaam (oorspronkelijke taal/talen) |
| ---------------------------- | -------------------------------- | -------------------------------------------- |
| Nederland                    | Koninkrijk der Nederlanden       | Nederlands: Nederland                        |
| Nepal                        | Koninkrijk Nepal                 | Nepalees: Nepal / नेपाल                        |
| Nicaragua                    | Republiek Nicaragua              | Spaans: Nicaragua                            |
| Noorwegen                    | Koninkrijk Noorwegen             | Noors: Norge                                 |

### O
| Korte landsnaam (Nederlands) | Officiële landsnaam (Nederlands) | Korte landsnaam (oorspronkelijke taal/talen) |
| ---------------------------- | -------------------------------- | -------------------------------------------- |
| Oostenrijk                   | Republiek Oostenrijk             | Duits: Österreich                            |

### P
| Korte landsnaam (Nederlands) | Officiële landsnaam (Nederlands) | Korte landsnaam (oorspronkelijke taal/talen) |
| ---------------------------- | -------------------------------- | -------------------------------------------- |
| Panama                       | Republiek Panama                 | Spaans: Panamá                               |
| Paraguay                     | Republiek Paraguay               | Spaans: Paraguay                             |
| Peru                         | Peruviaanse Republiek            | Spaans: Perú                                 |
| Polen                        | Republiek Polen                  | Pools: Polska                                |
| Portugal                     | Portugese Republiek              | Portugees: Portugal                          |

### R
| Korte landsnaam (Nederlands) | Officiële landsnaam (Nederlands) | Korte landsnaam (oorspronkelijke taal/talen) |
| ---------------------------- | -------------------------------- | -------------------------------------------- |
| Roemenië                     | Koninkrijk Roemenië              | Roemeens: România                            |

### S
| Korte landsnaam (Nederlands)                            | Officiële landsnaam (Nederlands)                 | Korte landsnaam (oorspronkelijke taal/talen)          |
| ------------------------------------------------------- | ------------------------------------------------ | ----------------------------------------------------- |
| San Marino                                              | Republiek San Marino                             | Italiaans: San Marino                                 |
| Saoedi-Arabië                                           | Koninkrijk Saoedi-Arabië                         | Arabisch: al-ʿArabiya as-Saʿūdiyya / العربيّة السعودية |
| Siam                                                    | Koninkrijk Siam                                  | Thai: Mueang Thai / เมืองไทย                           |
| (tot 5 december) Sovjet-Unie (vanaf 5 december)         | Unie van Socialistische Sovjetrepublieken (USSR) | Russisch: Sovjetski Sojoez / Советский Союз           |
| Betwist door 2 regeringen Spanje (vanaf 23 juli) Spanje | Spaanse Staat (vanaf 23 juli) Republiek Spanje   | Spaans: España                                        |

### T
| Korte landsnaam (Nederlands) | Officiële landsnaam (Nederlands) | Korte landsnaam (oorspronkelijke taal/talen) |
| ---------------------------- | -------------------------------- | -------------------------------------------- |
| Tsjechoslowakije             | Tsjechoslowaakse Republiek       | Slowaaks en Tsjechisch: Československo       |
| Turkije                      | Republiek Turkije                | Turks: Türkiye                               |

### U
| Korte landsnaam (Nederlands) | Officiële landsnaam (Nederlands)    | Korte landsnaam (oorspronkelijke taal/talen) |
| ---------------------------- | ----------------------------------- | -------------------------------------------- |
| Uruguay                      | Republiek ten oosten van de Uruguay | Spaans: Uruguay                              |

### V
| Korte landsnaam (Nederlands) | Officiële landsnaam (Nederlands)                          | Korte landsnaam (oorspronkelijke taal/talen) |
| ---------------------------- | --------------------------------------------------------- | -------------------------------------------- |
| Vaticaanstad                 | Staat Vaticaanstad                                        | Italiaans: Città del Vaticano                |
| Venezuela                    | Verenigde Staten van Venezuela                            | Spaans: Venezuela                            |
| Verenigd Koninkrijk          | Verenigd Koninkrijk van Groot-Brittannië en Noord-Ierland | Engels: United Kingdom                       |
| Verenigde Staten             | Verenigde Staten van Amerika                              | Engels: United States                        |

### Z
| Korte landsnaam (Nederlands) | Officiële landsnaam (Nederlands) | Korte landsnaam (oorspronkelijke taal/talen)                        |
| ---------------------------- | -------------------------------- | ------------------------------------------------------------------- |
| Zuid-Afrika                  | Unie van Zuid-Afrika             | Afrikaans: Suid-Afrika Engels: South Africa Nederlands: Zuid-Afrika |
| Zweden                       | Koninkrijk Zweden                | Zweeds: Sverige                                                     |
| Zwitserland                  | Zwitserse Bondsstaat             | Duits: Schweiz Frans: Suisse Italiaans: Svizzera                    |

## Dominions van het Britse Rijk
De dominions van het Britse Rijk hadden een grote mate van onafhankelijkheid. Met het Statuut van Westminster (1931) werden de dominions onafhankelijk van het Verenigd Koninkrijk, maar in onderstaande dominions was het statuut nog niet geratificeerd door de lokale parlementen. Newfoundland was de jure ook een dominion van het Britse Rijk, maar had in 1934 het zelfbestuur opgegeven.
| Korte landsnaam (Nederlands) | Officiële landsnaam (Nederlands) | Korte landsnaam (oorspronkelijke taal/talen) |
| ---------------------------- | -------------------------------- | -------------------------------------------- |
| Australië                    | Gemenebest Australië             | Engels: Australia                            |
| Nieuw-Zeeland                | Dominion Nieuw-Zeeland           | Engels: New Zealand                          |

## Niet algemeen erkende landen
In onderstaande lijst zijn landen opgenomen die een ruime internationale erkenning misten, maar wel de facto onafhankelijk waren en de onafhankelijkheid hadden uitgeroepen.
| Korte landsnaam (Nederlands) | Officiële landsnaam (Nederlands)               | Korte landsnaam (oorspronkelijke taal/talen) |
| ---------------------------- | ---------------------------------------------- | -------------------------------------------- |
| Aussa (tot 1 april)          | Afar Sultanaat Aussa (ook wel: Sultanaat Awsa) | Afar: Awsa Arabisch: سلطنة عفر               |
| Mongolië                     | Volksrepubliek Mongolië                        | Mongools: Mongol Uls / Монгол Улс /          |
| Tibet                        | Tibet                                          | Tibetaans: Bod / བོད་                         |

## Niet-onafhankelijke gebieden
Hieronder staat een lijst van afhankelijke gebieden inclusief Åland en Spitsbergen.

### Amerikaanse niet-onafhankelijke gebieden
De Amerikaanse Maagdeneilanden (vanaf 22 juni), de Filipijnen en Puerto Rico waren organized unincorporated territories, wat wil zeggen dat het afhankelijke gebieden waren van de Verenigde Staten met een bepaalde vorm van zelfbestuur. Daarnaast waren er nog een aantal unorganized unincorporated territories. Deze gebieden waren ook afhankelijke gebieden van de VS, maar kenden geen vorm van zelfbestuur. Alaska en Hawaï waren als organized incorporated territories een integraal onderdeel van de VS en zijn derhalve niet in onderstaande lijst opgenomen.
Diverse eilandgebieden werden door de Verenigde Staten geclaimd als unorganized unincorporated territories, maar werden door andere landen bestuurd. De eilandgebieden Fanning, Funafuti, Kersteiland, Nukufetau, Nukulaelae, Niulakita en Washington vielen onder het bestuur van het Verenigd Koninkrijk als onderdeel van de Gilbert en Ellice-eilanden. De eilandgebieden Atafu, Bowditch en Nukunonu vielen onder het bestuur van Nieuw-Zeeland als onderdeel van de Unie-eilanden. De eilandgebieden Manihiki, Penrhyn, Pukapuka en Rakahanga vielen onder het bestuur van het Verenigd Koninkrijk als onderdeel van de Cookeilanden. De eilandgebieden Caroline, Flint, Malden,  Starbuck en Vostok vielen als de Line-eilanden onder het bestuur van het Verenigd Koninkrijk. De eilandgebieden Birnie, Canton, Enderbury, Gardner, McKean, Phoenix en Sydney vielen als de Phoenixeilanden ook onder het bestuur van het Verenigd Koninkrijk. Minamitorishima (Marcus) stond onder het bestuur van Japan.
| Korte landsnaam (Nederlands)               | Status                                                                                                | Korte landsnaam (oorspronkelijke taal/talen)               |
| ------------------------------------------ | --- | ---------------------------------------------------------- |
| Amerikaanse Maagdeneilanden                | Unorganized unincorporated territory (tot 22 juni) Organized unincorporated territory (vanaf 22 juni) | Engels: United States Virgin Islands                       |
| Amerikaans-Samoa                           | Unorganized unincorporated territory                                                                  | Engels: American Samoa                                     |
| Baker                                      | Unorganized unincorporated territory                                                                  | Engels: Baker Island                                       |
| (tot 25 maart) Filipijnen (vanaf 25 maart) | Organized unincorporated territory (Gemenebest)                                                       | Engels: Philippines Filipijns: Pilipinas Spaans: Filipinas |
| Guam                                       | Unorganized unincorporated territory                                                                  | Engels: Guam                                               |
| Howland                                    | Unorganized unincorporated territory                                                                  | Engels: Howland Island                                     |
| Jarvis                                     | Unorganized unincorporated territory                                                                  | Engels: Jarvis Island                                      |
| Johnston                                   | Unorganized unincorporated territory                                                                  | Engels: Johnston Atoll                                     |
| Kingman                                    | Unorganized unincorporated territory                                                                  | Engels: Kingman Reef                                       |
| Midway                                     | Unorganized unincorporated territory                                                                  | Engels: Midway Islands                                     |
| Navassa                                    | Unorganized unincorporated territory                                                                  | Engels: Navassa Island                                     |
| Panamakanaalzone                           | Unorganized unincorporated territory                                                                  | Engels: Panama Canal Zone                                  |
| Petreleilanden                             | Unorganized unincorporated territory                                                                  | Engels: Petrel Islands                                     |
| Puerto Rico                                | Organized unincorporated territory                                                                    | Engels en Spaans: Puerto Rico                              |
| Quita Sueño                                | Unorganized unincorporated territory                                                                  | Engels: Quitasueño Bank                                    |
| Roncador                                   | Unorganized unincorporated territory                                                                  | Engels: Roncador Bank                                      |
| Serrana                                    | Unorganized unincorporated territory                                                                  | Engels: Serrana Bank                                       |
| Serranilla                                 | Unorganized unincorporated territory                                                                  | Engels: Serranilla Bank                                    |
| Swaneilanden                               | Unorganized unincorporated territory                                                                  | Engels: Swan Islands                                       |
| Wake                                       | Unorganized unincorporated territory                                                                  | Engels: Wake Island                                        |

### Australisch-Brits-Nieuw-Zeelandse niet-onafhankelijke gebieden
| Korte landsnaam (Nederlands) | Status        | Korte landsnaam (oorspronkelijke taal/talen) |
| ---------------------------- | ------------- | -------------------------------------------- |
| Nauru                        | Mandaatgebied | Engels: Nauru                                |

### Australische niet-onafhankelijke gebieden
| Korte landsnaam (Nederlands)        | Status             | Korte landsnaam (oorspronkelijke taal/talen) |
| ----------------------------------- | ------------------ | -------------------------------------------- |
| Australisch Antarctisch Territorium | Extern territorium | Engels: Australian Antarctic Territory       |
| Nieuw-Guinea                        | Mandaatgebied      | Engels: New Guinea                           |
| Norfolk                             | Extern territorium | Engels: Norfolk Island                       |
| Papoea                              | Extern territorium | Engels: Papua                                |

### Belgische niet-onafhankelijke gebieden
| Korte landsnaam (Nederlands) | Status        | Korte landsnaam (oorspronkelijke taal/talen)  |
| ---------------------------- | ------------- | --------------------------------------------- |
| Belgisch-Congo               | Kolonie       | Frans: Congo belge Nederlands: Belgisch-Congo |
| Ruanda-Urundi                | Mandaatgebied | Frans en Nederlands: Ruanda-Urundi            |

### Brits-Franse condominia
| Korte landsnaam (Nederlands) | Status      | Korte landsnaam (oorspronkelijke taal/talen)  |
| ---------------------------- | ----------- | --------------------------------------------- |
| Nieuwe Hebriden              | Condominium | Engels: New Hebrides Frans: Nouvelle-Hébrides |

### Britse niet-onafhankelijke gebieden
In onderstaande lijst zijn onder meer de Britse (kroon)kolonies en protectoraten weergegeven. Jersey, Guernsey en Man hadden als Britse Kroonbezittingen niet de status van kolonie, maar hadden een andere relatie tot het Verenigd Koninkrijk. Bhutan, Brunei, de Gefedereerde Maleise Staten, Johor, Kedah, Kelantan, Perlis, Sarawak, Terengganu en Tonga stonden als protected states onder Britse protectie, maar waren, in tegenstelling tot daadwerkelijke protectoraten, grotendeels autonoom aangaande interne aangelegenheden. De Britse Salomonseilanden, Fiji (inclusief de Pitcairneilanden), de Gilbert- en Ellice-eilanden, de Nieuwe Hebriden (een Brits-Frans condominium), de Phoenixeilanden en Tonga werden door één enkele vertegenwoordiger van de Britse Kroon bestuurd onder de naam Britse West-Pacifische Territoria, maar zijn wel apart in de lijst opgenomen. Basutoland, Beetsjoeanaland en Swaziland werden door een vertegenwoordiger bestuurd onder de naam High Commission Territories, maar zijn ook apart in de lijst opgenomen. Bahrein, Koeweit, Muscat en Oman, Qatar en de Verdragsstaten waren protected states en vielen als zodanig onder de Persian Gulf Residency. Ook deze landen zijn apart in de lijst opgenomen. Newfoundland was de jure een onafhankelijk dominion, maar had in 1934 het zelfbestuur opgegeven. Brits-Indië is de term die refereert aan het Britse gezag op het Indische subcontinent. Het bestond uit gebieden die onder direct gezag vielen van de Britse Kroon (het eigenlijke Brits-Indië) en vele semi-onafhankelijke vorstenlanden (princely states) die door hun eigen lokale heersers werden bestuurd, maar onderhorig waren aan de Britse kolonisator. Deze vorstenlanden staan niet in onderstaande lijst vermeld, maar zijn weergegeven op de pagina vorstenlanden van Brits-Indië. Brits-Birma en de stad Aden vielen ook onder Brits-Indië en staan derhalve niet apart in onderstaande lijst vermeld. Noord-Borneo viel officieel onder de suzereiniteit van het Sultanaat Sulu, maar stond onder Britse protectie en is derhalve wel opgenomen in onderstaande lijst. Het Koninkrijk Egypte was sinds 1922 de jure onafhankelijk van het Verenigd Koninkrijk, maar stond tot aan de staatsgreep door de Vrije Officieren in 1952 onder grote Britse invloed.
| Korte landsnaam (Nederlands)       | Status                                                                                   | Korte landsnaam (oorspronkelijke taal/talen)                                                                  |
| ---------------------------------- | ---------------------------------------------------------------------------------------- | --- |
| Aden                               | Protectoraat                                                                             | Arabisch: Maḥmiyyat ʿAdan / محمية عدن Engels: Aden Protectorate                                               |
| Anglo-Egyptisch Soedan             | Condominium                                                                              | Arabisch: السودان الأنجلو مصري Engels: Anglo-Egyptian Sudan                                                   |
| Bahama-eilanden                    | Kroonkolonie                                                                             | Engels: The Bahamas                                                                                           |
| Bahrein                            | Protected state                                                                          | Arabisch: al-Bahrayn / البحرين Engels: Bahrain                                                                |
| Barbados                           | Kroonkolonie                                                                             | Engels: Barbados                                                                                              |
| Basutoland                         | Kolonie                                                                                  | Engels: Basutoland                                                                                            |
| Beetsjoeanaland                    | Protectoraat                                                                             | Engels: Bechuanaland                                                                                          |
| Bermuda                            | Kroonkolonie                                                                             | Engels: Bermuda                                                                                               |
| Bhutan                             | Protected state: Koninkrijk Bhutan                                                       | Dzongkha: Druk Yul / འབྲུག་ཡུལ་ Engels: Bhutan                                                                   |
| Brits-Ceylon                       | Kroonkolonie                                                                             | Engels: Ceylon                                                                                                |
| Britse Benedenwindse Eilanden      | Kroonkolonie                                                                             | Engels: British Leeward Islands                                                                               |
| Britse Bovenwindse Eilanden        | Kroonkolonie                                                                             | Engels: British Windward Islands                                                                              |
| Britse Goudkust                    | Kroonkolonie                                                                             | Engels: Gold Coast                                                                                            |
| Britse Salomonseilanden            | Protectoraat                                                                             | Engels: British Solomon Islands                                                                               |
| Brits-Guiana                       | Kroonkolonie                                                                             | Engels: British Guiana                                                                                        |
| Brits-Honduras                     | Kroonkolonie                                                                             | Engels: British Honduras                                                                                      |
| Brits-Indië                        | Kroonkolonie                                                                             | Engels: British Raj / Indian Empire / India                                                                   |
| Brits-Kameroen                     | Mandaatgebied                                                                            | Engels: Cameroons                                                                                             |
| Brits-Somaliland                   | Protectoraat                                                                             | Engels: British Somaliland                                                                                    |
| Brits-Togoland                     | Mandaatgebied                                                                            | Engels: British Togoland                                                                                      |
| Brunei                             | Protected state: Staat Brunei Darussalam                                                 | Engels en Maleis: Brunei                                                                                      |
| Cyprus                             | Kroonkolonie                                                                             | Engels: Cyprus                                                                                                |
| Egypte                             | Protected state: Koninkrijk Egypte (tot 1936) Vazalstaat: Koninkrijk Egypte (vanaf 1936) | Arabisch: Miṣr / مصر Engels: Egypt                                                                            |
| Falklandeilanden                   | Kroonkolonie                                                                             | Engels: Falkland Islands                                                                                      |
| Fiji                               | Kolonie                                                                                  | Engels: Fiji                                                                                                  |
| Gambia                             | Protectoraat en Kroonkolonie                                                             | Engels: The Gambia                                                                                            |
| Gefedereerde Maleise Staten        | Protected state                                                                          | Engels: Federated Malay States Maleis: Negeri-negeri Melayu Bersekutu / نڬري٢ ملايو برسكوتو                   |
| Gibraltar                          | Kroonkolonie                                                                             | Engels: Gibraltar                                                                                             |
| Gilbert- en Ellice-eilanden        | Kroonkolonie                                                                             | Engels: Gilbert and Ellice Islands                                                                            |
| (tot 1936) Guernsey (vanaf 1936)   | Brits Kroonbezit                                                                         | Engels: Guernsey Frans: Guernesey                                                                             |
| Heard en McDonaldeilanden          | Overzees bezit                                                                           | Engels: Heard Island and McDonald Islands                                                                     |
| Hongkong                           | Kroonkolonie                                                                             | Engels: Hong Kong Kantonees: Hong Kong / 香港                                                                 |
| Jamaica                            | Kroonkolonie                                                                             | Engels: Jamaica                                                                                               |
| Jersey                             | Brits Kroonbezit                                                                         | Engels en Frans: Jersey                                                                                       |
| Johor                              | Protected state                                                                          | Engels: Johor Maleis: Johor / جوهور                                                                           |
| Kedah                              | Protected state                                                                          | Engels: Kedah Maleis: Kedah / قدح                                                                             |
| Kelantan                           | Protected state                                                                          | Engels: Kelantan Maleis: Kelantan / كلنتن                                                                     |
| Kenia                              | Kroonkolonie en protectoraat                                                             | Engels: Kenya                                                                                                 |
| Koeweit                            | Protected state: Sjeikdom Koeweit                                                        | Arabisch: al-Kuwayt / الكويت Engels: Kuwait                                                                   |
| Line-eilanden                      | Overzees bezit                                                                           | Engels: Line Islands                                                                                          |
| Maldivische Eilanden               | Protectoraat: Sultanaat der Maldiven                                                     | Engels: Maldive Islands                                                                                       |
| Malta                              | Kroonkolonie                                                                             | Engels: Malta                                                                                                 |
| Man                                | Brits Kroonbezit                                                                         | Engels: Isle of Man Manx-Gaelisch: Ellan Vannin                                                               |
| Mauritius                          | Kroonkolonie                                                                             | Engels: Mauritius                                                                                             |
| Muscat en Oman                     | Protected state: Sultanaat Muscat en Oman                                                | Arabisch: Umān / عُمان Engels: Oman                                                                            |
| Newfoundland                       | Dominion zonder zelfbestuur                                                              | Engels: Newfoundland                                                                                          |
| Nigeria                            | Kroonkolonie en protectoraat                                                             | Engels: Nigeria                                                                                               |
| Noord-Borneo                       | Protected state, formeel onder de suzereiniteit van het Sultanaat Sulu                   | Engels: North Borneo Maleis: Borneo Utara                                                                     |
| Noord-Rhodesië                     | Protectoraat                                                                             | Engels: Northern Rhodesia                                                                                     |
| Nyasaland                          | Protectoraat                                                                             | Engels: Nyasaland                                                                                             |
| Oeganda                            | Protectoraat                                                                             | Engels: Uganda                                                                                                |
| Palestina                          | Mandaatgebied                                                                            | Arabisch: Filasţīn / فلسطين Engels: Palestine Hebreeuws: Palestína (EY) / (פָּלֶשְׂתִּינָה (א"י                       |
| Perlis                             | Protected state                                                                          | Engels: Perlis Maleis: Perlis / ﭬﺮليس                                                                         |
| Phoenixeilanden                    | Overzees bezit                                                                           | Engels: Phoenix Islands                                                                                       |
| Prins Edwardeilanden               | Overzees bezit                                                                           | Engels: Prince Edward Islands                                                                                 |
| (tot 1936) Qatar (vanaf 1936)      | Protected state                                                                          | Arabisch: Qatar / قطر Engels: Qatar                                                                           |
| Sarawak                            | Protected state: Koninkrijk Sarawak                                                      | Engels: Sarawak Maleis: Sarawak / سراوق                                                                       |
| Seychellen                         | Kroonkolonie                                                                             | Engels: Seychelles                                                                                            |
| Sierra Leone                       | Kroonkolonie en protectoraat                                                             | Engels: Sierra Leone                                                                                          |
| Sint-Helena                        | Kroonkolonie                                                                             | Engels: Saint Helena                                                                                          |
| Straits Settlements                | Protectoraat                                                                             | Chinees: Hǎixiá zhímíndì / 海峡殖民地 Engels: Straits Settlements Maleis: Negeri-Negeri Selat / نڬري-نڬري سلت |
| Suezkanaalzone (vanaf 14 november) | Kroonkolonie                                                                             | Engels: Suez Canal Zone                                                                                       |
| Swaziland                          | Protectoraat: Koninkrijk Swaziland                                                       | Engels: Swaziland Swazi: eSwatini                                                                             |
| Tanganyika                         | Mandaatgebied                                                                            | Engels: Tanganyika                                                                                            |
| Terengganu                         | Protected state                                                                          | Engels: Terengganu Maleis: Terengganu / ترڠڬانو                                                               |
| Tonga                              | Protected state: Koninkrijk Tonga                                                        | Engels en Tongaans: Tonga                                                                                     |
| Transjordanië                      | Mandaatgebied: Emiraat Transjordanië                                                     | Arabisch: Sharq al-ʾUrdun / شرق الأردن Engels: Transjordan                                                    |
| Trinidad en Tobago                 | Kroonkolonie                                                                             | Engels: Trinidad and Tobago                                                                                   |
| Tristan da Cunha                   | Overzees bezit                                                                           | Engels: Tristan da Cunha                                                                                      |
| Verdragsstaten                     | Protected states                                                                         | Arabisch: ولايات الساحل المتصالح Engels: Trucial States                                                       |
| Zanzibar                           | Protectoraat: Sultanaat Zanzibar                                                         | Arabisch: Zanjibār / زنجبار Engels: Zanzibar                                                                  |
| Zuid-Rhodesië                      | Kroonkolonie                                                                             | Engels: Southern Rhodesia                                                                                     |

### Deense niet-onafhankelijke gebieden
Faeröer was een provincie van Denemarken en was dus eigenlijk een integraal onderdeel van dat land. Desondanks zijn de Faeröer wel in onderstaande lijst opgenomen, omdat het wel als apart afhankelijk gebied kan worden beschouwd. IJsland was in personele unie met Denemarken verbonden, maar was wel een onafhankelijk land en is derhalve niet in onderstaande lijst opgenomen.
| Korte landsnaam (Nederlands) | Status    | Korte landsnaam (oorspronkelijke taal/talen) |
| ---------------------------- | --------- | -------------------------------------------- |
| Faeröer                      | Provincie | Deens: Færøerne                              |
| Groenland                    | Kolonie   | Deens: Grønland                              |

### Finse niet-onafhankelijke gebieden
Åland maakte eigenlijk integraal onderdeel uit van Finland, maar heeft sinds de Vrede van Parijs (1856) een internationaal erkende speciale status met grote autonomie.
| Korte landsnaam (Nederlands) | Status          | Korte landsnaam (oorspronkelijke taal/talen) |
| ---------------------------- | --------------- | -------------------------------------------- |
| Åland                        | Autonoom gebied | Zweeds: Åland                                |

### Franse niet-onafhankelijke gebieden
Frans-West-Afrika was een federatie van Franse koloniën bestaande uit Dahomey, Frans-Guinea, Frans-Soedan, Ivoorkust, Mauritanië, Niger en Senegal. Frans-Equatoriaal Afrika was een kolonie die bestond uit vier territoria: Gabon, Midden-Congo, Oubangui-Chari en Tsjaad. De Unie van Indochina, ofwel Frans-Indochina, was een federatie die bestond uit het Protectoraat Cambodja, het Koninkrijk Laos, het Protectoraat Annam, het Protectoraat Tonkin en de kolonie Frans-Cochin-China. Het Frans Mandaat voor Syrië en Libanon was een mandaatgebied dat bestond uit de Druzenstaat, Latakia, Libanon en Syrië. De onderdelen van dit mandaat zijn echter wel afzonderlijk weergegeven. Algerije werd, met uitzondering van de zuidelijke territoria, bestuurd als een integraal onderdeel van Frankrijk, maar is wel apart in de lijst opgenomen.
| Korte landsnaam (Nederlands) | Status                                                                      | Korte landsnaam (oorspronkelijke taal/talen)                 |
| ---------------------------- | --------------------------------------------------------------------------- | ------------------------------------------------------------ |
| Algerije                     | Verzameling departementen en territoria                                     | Frans: Algérie                                               |
| Druzenstaat (tot 2 december) | Onderdeel van het Frans Mandaat voor Syrië en Libanon                       | Arabisch: Jabal al-Druze / جبل الدروز Frans: État des Druzes |
| Frans-Equatoriaal-Afrika     | Kolonie                                                                     | Frans: Afrique équatoriale française                         |
| Frans-Guyana                 | Kolonie                                                                     | Frans: Guyane                                                |
| Frans-Indië                  | Kolonie                                                                     | Frans: Établissements français de l'Inde                     |
| Frans-Kameroen               | Mandaatgebied                                                               | Frans: Cameroun                                              |
| Frans-Madagaskar             | Kolonie                                                                     | Frans: Madagascar                                            |
| Frans-Marokko                | Protectoraat                                                                | Arabisch: al-Maghrib / المغرب Frans: Maroc                   |
| Frans-Oceanië                | Kolonie                                                                     | Frans: Océanie française                                     |
| Frans-Somaliland             | Kolonie                                                                     | Frans: Côte française des Somalis                            |
| Frans-Togoland               | Mandaatgebied                                                               | Frans: Togoland français                                     |
| Frans-West-Afrika            | Kolonie                                                                     | Frans: Afrique occidentale française                         |
| Guadeloupe                   | Kolonie                                                                     | Frans: Guadeloupe                                            |
| Inini                        | Kolonie                                                                     | Frans: Inini                                                 |
| Latakia (tot 5 december)     | Onderdeel van het Frans Mandaat voor Syrië en Libanon: Gouvernement Latakia | Arabisch: Al-Ladhiqiyah / اللَاذِقِيَّة Frans: Lattaquié          |
| Libanon                      | Onderdeel van het Frans Mandaat voor Syrië en Libanon: Republiek Libanon    | Arabisch: Lubnān / لبنان Frans: Liban                        |
| Martinique                   | Kolonie                                                                     | Frans: Martinique                                            |
| Nieuw-Caledonië              | Kolonie                                                                     | Frans: Nouvelle-Calédonie                                    |
| Réunion                      | Kolonie                                                                     | Frans: Réunion                                               |
| Saint-Pierre en Miquelon     | Kolonie                                                                     | Frans: Saint-Pierre et Miquelon                              |
| Syrië                        | Onderdeel van het Frans Mandaat voor Syrië en Libanon: Syrische Republiek   | Arabisch: Sūrīyā / سوريا Frans: Syrie                        |
| Tunesië                      | Protectoraat                                                                | Arabisch: Tūnis / تونس Frans: Tunisie                        |
| Unie van Indochina           | Federatie van Franse koloniën en protectoraten: Indo-Chinese Federatie      | Frans: Fédération indochinoise                               |
| Wallis en Futuna             | Kolonie                                                                     | Frans: Wallis-et-Futuna                                      |

### Internationale niet-onafhankelijke gebieden
| Korte landsnaam (Nederlands) | Status                                      | Korte landsnaam (oorspronkelijke taal/talen) |
| ---------------------------- | ------------------------------------------- | -------------------------------------------- |
| Danzig                       | Vrije stad onder toezicht van de Volkenbond | Danzig                                       |
| Tanger                       | Internationale zone                         | Tanger طنجة                                  |

### Italiaanse niet-onafhankelijke gebieden
| Korte landsnaam (Nederlands)         | Status       | Korte landsnaam (oorspronkelijke taal/talen)           |
| ------------------------------------ | ------------ | ------------------------------------------------------ |
| Ethiopië (van 9 mei tot 1 juni)      | Bezet gebied | Italiaans: Ethiopia                                    |
| Italiaans-Eritrea (tot 1 juni)       | Kolonie      | Italiaans: Eritrea                                     |
| Italiaans-Libië                      | Kolonie      | Italiaans: Libia Italiana                              |
| Italiaans-Oost-Afrika (vanaf 1 juni) | Kolonie      | Italiaans: Africa Orientale Italiana                   |
| Italiaans-Somaliland (tot 1 juni)    | Kolonie      | Italiaans: Somalia Italiana                            |
| Italiaanse Egeïsche Eilanden         | Kolonie      | Italiaans: Possedimenti Italiani delle isole dell'Egeo |

### Japanse niet-onafhankelijke gebieden
| Korte landsnaam (Nederlands) | Status                                       | Korte landsnaam (oorspronkelijke taal/talen)                                                                |
| ---------------------------- | -------------------------------------------- | --- |
| Korea                        | Afhankelijk gebied                           | Japans: Chōsen / 朝鮮 Koreaans: Chosŏn / 한국                                                               |
| Mantsjoekwo                  | Vazalstaat: Grote Keizerrijk Mantsjoekwo     | Chinees: Mănzhōu Guó / 滿洲國 Japans: Manshū koku / 滿洲國                                                  |
| Mengjiang (vanaf 12 mei)     | Vazalstaat: Mongoolse Militaire Regering     | Chinees: Měngjiāng / 蒙疆 Japans: Mōkyō / 蒙疆                                                              |
| Oost-Hebei                   | Vazalstaat: Autonome Regering van Oost-Hebei | Chinees: Jìdōng Fánggòng Zìzhì Zhèngfǔ / 冀東防共自治政府 Japans: Kitō Bōkyō Jichi Seifu / 冀東防共自治政府 |
| Taiwan                       | Afhankelijk gebied                           | Chinees: Táiwān / 臺灣 Japans: Taiwan / 台湾                                                                |
| Zuid-Pacifisch Mandaatgebied | Mandaatgebied                                | Japans: Nan'yō-chō / 南洋庁                                                                                 |

### Nederlandse niet-onafhankelijke gebieden
| Korte landsnaam (Nederlands) | Status             | Korte landsnaam (oorspronkelijke taal/talen) |
| ---------------------------- | ------------------ | -------------------------------------------- |
| Curaçao (vanaf 1936)         | Overzees rijksdeel | Nederlands: Gebiedsdeel Curaçao              |
| Curaçao (tot 1936)           | Overzees rijksdeel | Nederlands: Curaçao en Onderhorigheden       |
| Nederlands-Indië             | Overzees rijksdeel | Nederlands: Nederlands-Indië                 |
| Suriname                     | Overzees rijksdeel | Nederlands: Suriname                         |

### Nieuw-Zeelandse niet-onafhankelijke gebieden
| Korte landsnaam (Nederlands) | Status             | Korte landsnaam (oorspronkelijke taal/talen) |
| ---------------------------- | ------------------ | -------------------------------------------- |
| Cookeilanden                 | Afhankelijk gebied | Engels: Cook Islands                         |
| Niue                         | Afhankelijk gebied | Engels: Niue                                 |
| Ross Dependency              | Afhankelijk gebied | Engels: Ross Dependency                      |
| Unie-eilanden                | Afhankelijk gebied | Engels: Union Islands                        |
| West-Samoa                   | Mandaatgebied      | Engels: Western Samoa                        |

### Noorse niet-onafhankelijke gebieden
Spitsbergen maakte eigenlijk integraal onderdeel uit van Noorwegen, maar had volgens het Spitsbergenverdrag een internationaal erkende speciale status met grote autonomie. Jan Mayen viel niet onder het Spitsbergenverdrag, maar werd wel bestuurd door de gouverneur van Spitsbergen.
| Korte landsnaam (Nederlands) | Status                                                 | Korte landsnaam (oorspronkelijke taal/talen) |
| ---------------------------- | ------------------------------------------------------ | -------------------------------------------- |
| Bouvet                       | Afhankelijk gebied                                     | Noors: Bouvetøya                             |
| Jan Mayen                    | Gebied onder bestuur van de gouverneur van Spitsbergen | Noors: Jan Mayen                             |
| Peter I-eiland               | Afhankelijk gebied                                     | Noors: Per 1.s øy                            |
| Spitsbergen                  | Gebied met speciale status                             | Noors: Svalbard                              |

### Portugese niet-onafhankelijke gebieden
| Korte landsnaam (Nederlands)                | Status                                             | Korte landsnaam (oorspronkelijke taal/talen) |
| ------------------------------------------- | -------------------------------------------------- | -------------------------------------------- |
| Kaapverdië                                  | Kolonie                                            | Portugees: Cabo Verde                        |
| Macau                                       | Kolonie                                            | Portugees: Macau                             |
| Manica en Sofala                            | Gebied onder beheer van de Companhia de Moçambique | Portugees: Manica e Sofala                   |
| Portugees-Guinea                            | Kolonie                                            | Portugees: Guiné Portuguesa                  |
| Portugees-Indië (ook wel: Goa)              | Kolonie                                            | Portugees: Estado da Índia Portuguesa        |
| Portugees-Oost-Afrika (ook wel: Mozambique) | Kolonie                                            | Portugees: África Oriental Portuguesa        |
| Portugees-Timor                             | Kolonie                                            | Portugees: Timor Português                   |
| Portugees-West-Afrika (ook wel: Angola)     | Kolonie                                            | Portugees: África Ocidental Portuguesa       |
| Sao Tomé en Principe                        | Kolonie                                            | Portugees: São Tomé e Príncipe               |

### Niet-onafhankelijke gebieden van de Sovjet-Unie
| Korte landsnaam (Nederlands) | Status                                  | Korte landsnaam (oorspronkelijke taal/talen) |
| ---------------------------- | --------------------------------------- | -------------------------------------------- |
| Tannoe-Toeva                 | Vazalstaat: Volksrepubliek Tannoe-Toeva | Russisch: Tyva / Тува́ Toevaans: Tıwa / Тьва  |

### Spaanse niet-onafhankelijke gebieden
| Korte landsnaam (Nederlands)                       | Status       | Korte landsnaam (oorspronkelijke taal/talen)                                  |
| -------------------------------------------------- | ------------ | ----------------------------------------------------------------------------- |
| (tot 14 oktober) Ifni (vanaf 14 oktober)           | Protectoraat | Spaans: Ifni                                                                  |
| (tot 14 oktober) Spaans-Guinea (vanaf 14 oktober)  | Kolonie      | Spaans: Guinea Española                                                       |
| (tot 14 oktober) Spaans-Marokko (vanaf 14 oktober) | Protectoraat | Arabisch: Isbāniyā fi-l-Magrib / إسبَانِيَا بالمَغْربْ Spaans: Español de Marruecos |
| (tot 14 oktober) Spaanse Sahara (vanaf 14 oktober) | Kolonie      | Spaans: Sahara Español                                                        |

### Zuid-Afrikaanse niet-onafhankelijke gebieden
| Korte landsnaam (Nederlands) | Status        | Korte landsnaam (oorspronkelijke taal/talen)                                    |
| ---------------------------- | ------------- | ------------------------------------------------------------------------------- |
| Zuidwest-Afrika              | Mandaatgebied | Afrikaans: Suidwes-Afrika Engels: South West Africa Nederlands: Zuidwest-Afrika |